# Fragile Dreams: Farewell Ruins of the Moon
Fragile Dreams: Farewell Ruins of the Moon (яп. フラジール ～さよなら月の廃墟～ Фурадзи:ру  Саёнара Цуки но Хаикё) — ролевая игра с элементами экшена для игровой системы Wii, разработанная компанией Namco Bandai Games совместно с tri-Crescendo. Выпуск игры в Японии состоялся 22 января 2009 года с издательством Namco Bandai Games. Позднее игра была выпущена компанией Xseed Games в Северной Америке 16 марта 2010 года, в Европе компанией Rising Star Games 19 марта 2010 года, а также в Австралии 1 апреля 2010 года.

## Игровой процесс
В Fragile Dreams игрок управляет персонажем по имени Сето, который должен преодолевать руины Токио и окрестных территорий, сражаясь с призраками, обитающими в этих руинах. Игровой интерфейс включает в себя мини-карту и индикатор HP, отображающие соответственно местоположение и уровень здоровья Сето. При снижении HP до нуля Сето теряет сознание, что приводит к окончанию игры.
Управление персонажем осуществляется от третьего лица с помощью контроллеров Wii Remote и Nunchuk. Игрок может использовать фонарик Сето (управляемый указателем Wii Remote) для освещения окружающей среды, решения головоломок и взаимодействия с игровым миром. При поиске определенных объектов или скрытых врагов направление света фонарика в их сторону улавливает и воспроизводит их звуки через встроенный динамик Wii Remote. Контроллер Wii Nunchuk напрямую управляет движениями : Сето может приседать для укрытия и пробираться через тесные пространства. Персонаж часто сталкивается с повреждёнными участками пола, которые требуют медленного передвижения во избежание проваливания.
Управляя Сето, игрок может использовать оружие, найденное в игровом мире, для борьбы с призраками. Арсенал варьируется от рогаток и клюшек для гольфа до арбалетов и катан. Каждое оружие имеет ограниченный ресурс использования: как только предел прочности достигнут, оружие ломается после боя. В игровом мире также можно обнаружить другие полезные предметы, отмеченные светлячками. Сохранение игрового процесса возможно только у небольших костров, разбросанных по миру; использованные точки сохранения отмечаются разведённым костром. Игрок также может исследовать и идентифицировать таинственные предметы, организовывать инвентарь, а после встречи с Торговцем — покупать и продавать предметы.
Как отмечал продюсер игры Кэнтаро Кавасима, Fragile Dreams не является строго игрой жанра survival horror: её сюжет сконцентрирован на человеческой драме. Помимо основного повествования, игрок может находить и исследовать различные предметы и граффити, разбросанные по игровому миру. Объекты, называемые предметами памяти (от оригами и камней до мобильных телефонов и книг), содержат воспоминания их бывших владельцев (доступные только у костров), в то время как граффити содержат сообщения, видимые только при наведении на них в режиме от первого лица. Исследуя эти сообщения, игрок может собрать воедино подсказки к предыстории игрового мира.

## Сюжет

### Сеттинг
Действие Fragile Dreams происходит в постапокалиптической версии Земли ближайшего будущего. Почти всё население мира исчезло, оставив после себя заброшенные здания и сооружения. События игры разворачиваются в руинах Токио и его окрестностях, где, возможно, зародилось явление, практически уничтожившее человечество.
Главный герой, Сето — 15-летний мальчик, который ищет других выживших людей. Он встречает Рэн, сереброволосую девушку, которая часто оставляет после себя большие загадочные рисунки. Среди других персонажей: Сай — призрак молодой женщины; Кроу — озорной и прямолинейный мальчик, страдающий амнезией; Персональный Фрейм (П.Ф.) — портативный компьютер, который больше всего любит вести беседы; Тиё — призрак маленькой девочки; и Торговец — загадочный, но весёлый человек, торгующий различными товарами. Основные противники в игре представлены преимущественно призраками, но также включают человекоподобных роботов и прокси-охранников. Главный антагонист, Син, является искусственным интеллектом учёного, который считает речь неполноценным средством коммуникации. Различные предметы вводят более широкий круг персонажей, каждый из которых даёт подсказки к предыстории игрового мира.

## Разработка
Разработкой Fragile Dreams занималась команда Namco Bandai Games. Режиссёр и продюсер Кэнтаро Кавасима разработал концепцию игры в 2003 году, до официального анонса игровой системы Wii. После представления Wii эта платформа стала очевидным выбором для проекта, так как контроллер Wii Remote позволял управлять фонариком. Кавасима выступил автором основного сценария, в то время как за остальные сюжетные события отвечал сценарист Гингицунэ. Дополнительно Fragile Dreams содержит 22 короткие истории, созданные 19 различными писателями, среди которых были и поклонники игры. Звуковое оформление было тщательно проработано для соответствия игровым локациям. Музыкальное сопровождение, написанное композитором Риэй Сайто, создавалось с учётом атмосферы разрушенного мира. Основная тема и финальная композиция, Hikari (яп. 光, свет) и Tsuki no Nukumori (яп. 月のぬくもり, the moon's warmth) соответственно, были исполнены Аои Тэсимой.
В интервью IGN, касающемся англоязычной локализации игры, представители Xseed заявили, что планируют предоставить игрокам возможность выбора между двумя языковыми дорожками, а также добавить новый контент для североамериканского релиза. В итоге Fragile Dreams действительно содержала обе звуковые дорожки. Содержание самой игры не подверглось изменениям, поскольку Xseed стремилась «максимально сохранить оригинальное видение создателей».

## Прием
| Сводный рейтинг       | Сводный рейтинг |
| Агрегатор             | Оценка          |
| --------------------- | --------------- |
| GameRankings          | 66,00 %         |
| Metacritic            | 67/100          |
| Иноязычные издания    |                 |
| Издание               | Оценка          |
| 1UP.com               | C+              |
| Destructoid           | 6/10            |
| Eurogamer             | 5/10            |
| Famitsu               | 31/40           |
| GamePro               | [ 22 ]          |
| GameSpot              | 7/10            |
| GameZone              | 5/10            |
| IGN                   | 6.7/10          |
| Nintendo Power        | 5.5/10          |
| Nintendo World Report | 7.5/10          |
| ONM                   | 72%             |

За первую неделю продаж в Японии было реализовано 26 055 копий Fragile Dreams, что сделало её второй самой продаваемой игрой недели.
Игра получила «средние» оценки согласно агрегатору рецензий Metacritic. Значительная часть критики была направлена на игровой процесс, причём многие обозреватели отмечали, что стиль игры преобладает над содержанием. Мэтт Казамассина из IGN заявил: «Fragile Dreams — яркий пример великолепной концепции, реализация которой требовала больше размышлений и времени». Eurogamer вторил мнению IGN, отметив, что «Fragile Dreams не смогла соответствовать своим амбициям с точки зрения игровых систем и воображения». В Японии Famitsu оценил игру тремя восьмёрками и одной семёркой, что в сумме составило 31 балл из 40.
Майкл Лафферти из GameZone дал игре гораздо более положительную оценку, заявив: «Хотя сюжет и увлекателен, по-настоящему выделяют эту игру прекрасная графика и удивительное звуковое оформление. Эмоциональные элементы — такие как пронизывающее мир гнетущее одиночество, отчаяние, звучащее в голосах персонажей — чётко проработаны, и команда разработчиков Fragile Dreams, Tri-Crescendo, нашла правильный баланс для создания игры, которая действительно является замечательным опытом». Он добавил: «Fragile Dreams: Farewell Ruins of the Moon — игра, выходящая за рамки жанровых описаний, создающая поистине удивительные впечатления».
Элис Лян из 1Up.com оценила игру на C+, отметив: «Посетите мир Fragile, если вас привлекает очаровательная визуальная составляющая или если вас покорила горько-сладкая главная тема, звучащая в трейлере (весь саундтрек в целом очень хорош), но это один из тех несовершенных шедевров приключенческого жанра, которым, возможно, смогут насладиться только самые терпеливые из нас».